# Charles Mackay
Pour les articles homonymes, voir MacKay.
Charles Mackay, né le 27 mars 1814 à Perth, Écosse et mort le 24 décembre 1889 à Londres, est un écrivain et journaliste britannique.

## Biographie
Charles Mackay est né à Perth, en Écosse. Sa mère décéda peu après l'accouchement et son père devint officier naval dans l'armée. Il reçut son éducation au Caledonian Asylum (en), à Londres, puis à Bruxelles. Il passa une grande partie de son enfance en France.
Il retourna à Londres en 1834 où il devint journaliste pour le Morning Chronicle en 1835. En 1844, il fut nommé éditeur du Glasgow Argus (en). En 1848, il changea d'employeur pour The Illustrated London News dont il devint l'éditeur en 1852.
Il publia Songs and Poems (nl) (1834), écrit History of London, Extraordinary Popular Delusions and the Madness of Crowds (en) (1841) et un roman, Longbeard. Il est également reconnu pour son Dictionnaire de l'écossais des basses terres (Dictionary of Lowland Scotch). De son vivant, il vécut surtout de ses chansons, dont certaines furent très populaires telle Cheer, Boys, Cheer en 1846, année où il fut diplômé de l'Université de Glasgow.
Il visita l'Amérique en 1857 et 1858 et en publia ses observations dans Life and Liberty in America: or Sketches of a Tour of the United States and Canada in 1857-58 (1859). Il y retourna comme correspondant du Times pendant la Guerre de Sécession, dénonçant notamment, la conspiration Fenian Brotherhood.
Il fut membre de la Percy Society.
Il mourut à Londres en 1889.
Sa fille est Marie Corelli.